# Playa La Herradura
Playa La Herradura är en strand i Kuba.   Den ligger i provinsen Las Tunas, i den östra delen av landet, 700 km öster om huvudstaden Havanna.